# Charlemagne (település)
Charlemagne (ʃaʁ.lə.maɲ) Montréal külvárosa a Rivière des Prairies folyó északi partján, 24 km-re Montréal belvárosától északkeletre.
Charlemagne Céline Dion énekesnő szülővárosa, a hely egyik fő utcáját róla nevezték el, bár a québeci kormány nem egyezett bele, mondván, hogy csak legalább egy éve elhunyt személyek kaphatják meg ezt a megtiszteltetést. Ennek ellenére Charlemagne városi tanácsa nem akart az énekesnő halálára várni, hogy kifejezhessék elismerésüket. A városban ezen kívül szobrot is emeltek az énekesnő tiszteletére.
A város további híres szülötte Camille Laurin politikus.

## Népessége
| Év   | Népesség |
| ---- | -------- |
| 2011 | 5 853    |
| 2006 | 5 594    |
| 2001 | 5 662    |
| 1996 | 5 739    |
| 1991 | 5 598    |